# Sayyid-Dynastie
Als Sayyid-Dynastie bzw. Sayyiden-Dynastie werden die islamischen Herrscher Indiens in der Zeit von ca. 1414 bis 1451 im Sultanat von Delhi bezeichnet. Die Dynastie folgte auf die Tughluq-Dynastie und regierte das Sultanat, bis sie durch die afghanisch-stämmige Lodi-Dynastie ersetzt wurde.

## Geschichte
Die Familie behauptete von sich, Sayyids zu sein, also Nachfahren des Propheten Mohammed und somit letztlich arabischen Ursprungs. Die Zentralmacht des Sultanats von Delhi war durch die Invasion von Timur (Tamerlan) und seine Plünderung Delhis im Jahr 1398 tödlich geschwächt. Nach einer Zeit des Chaos gewannen die Sayyiden die Macht über Delhi. Ihre 37-jährige Zeit der Vorherrschaft erlebte die Herrschaft von vier verschiedenen Angehörigen dieser Dynastie.
Die Dynastie wurde von Khizr Khan gegründet, der 1398 von Tamerlan zum Gouverneur des Punjab abgeordnet worden war. Khizr-Khan nahm Delhi 1414 ein und gründete so die Dynastie. Nominell war Khizr-Khan weiter ein Vasall der Timuriden, zur Zeit von Shah Rukh, dem Enkel von Tamerlan. Die späteren Sultane gelten jedoch als schwach und letztlich unfähig, den regionalen Macht- und Gebietsansprüchen der Fürsten vehement entgegenzutreten und somit dem Sultanat von Delhi und damit auch dem Norden Indiens die alte Vormachtposition zu sichern.

## Herrscher
- Khizr Khan (1414–1421)
- Mubarrak Schah II. (1421–1434)
- Mohammed Schah IV. (1434–1445)
- Aladdin Alam Schah (1445–1451)